# Trivialspröding
Trivialspröding (Psathyrella ocellata) är en svampart som först beskrevs av Henri Romagnesi, och fick sitt nu gällande namn av Meinhard (Michael) Moser 1967. Psathyrella ocellata ingår i släktet Psathyrella och familjen Psathyrellaceae.   Inga underarter finns listade i Catalogue of Life.
I den svenska databasen Dyntaxa används istället namnet Psathyrella senex för samma taxon.  Arten är reproducerande i Sverige.